# Slyšeli jste…
Antologie Slyšeli jste… (s podtitulem Rozhlasové hry) je brožovaný soubor půltuctu rozhlasových her českých autorů a autorek, sestavený Jiřím Hubičkou. Všechny obsažené radiokusy bez výjimky představují původní rozhlasovou produkci 80. let; svým tematickým zaměřením cílí na etické otázky, resp. konfrontaci odlišných morálních principů a sází na realistickou metodu, přirozenou pro prostředí i dobu svého vzniku.

## Obsah
Slyšeli jste… obsahuje hry Život na ostro od Oldřicha Knitla, Prozatímní čekárna Anny Smetanové, Někdy člověk nevypadá Heleny Benešové, Zahrádkář Michala Lázňovského, Delfy Jana Vedrala a Zapřený Albert Daniely Fischerové; doslov, takto Několik úvah na závěr, sepsal editor Jiří Hubička.

## České vydání
Publikaci vydalo nakladatelství a vydavatelství Panorama roku 1990 nákladem jednoho tisíce výtisků v edici Drama; vytiskla brněnská Typografia. Maloobchodní cenu paperbacku stanovili na 19 Kčs.